# Alphonse IV du Kongo
Alphonse IV du Kongo (Dom Afonso IV en portugais et en Kikongo Nkanga a Nkanga) fut roi du Kongo jusque vers 1780.

## Contexte
Son règne se place dans la période de troubles peu documentée de la seconde moitié du XVIIIe siècle. Selon la chronologie retenue par Peter Truhart, il serait le successeur d'un certain Henrique [II] Nlengi et le prédécesseur de José Ier